# Rughidia milleri
Rughidia milleri är en flockblommig växtart som beskrevs av M.F.Watson och E.L.Barclay. Rughidia milleri ingår i släktet Rughidia och familjen flockblommiga växter. Inga underarter finns listade i Catalogue of Life.